# Марков, Сергей Алексеевич
Серге́й Алексе́евич Ма́рков (30 июля 1954, Москва — 9 июня 2013, Новомелково) — российский писатель, журналист, издатель, главный редактор журнала «Русский миллионер» и «Золотая Москва», бывший главный редактор журналов «Вояж» (1994) и «Путешественник» (1995—2001).
Биограф колумбийского писателя Габриэля Гарсиа Маркеса, один из авторов книжной серии «Жизнь замечательных людей». Рыцарь ордена Святого Губерта (2007).

## Биография
Родился 30 июля 1954 года в Москве, в семье поэта Алексея Маркова. В юности активно занимался спортом — современным пятиборьем и футболом.
Окончив школу № 25 (ныне объединена со школой № 110), работал электромонтёром на ЗИЛе, откуда был призван в ряды Советской армии. Служил в сапёрном батальоне в армянском селе Гусанагюх, затем в городе Ленинакане (ныне — Гюмри).
После демобилизации поступил на международное отделение факультета журналистики Московского государственного университета. Был однокурсником будущих журналистов Евгении Альбац, Андрея Мальгина, Нины Нечаевой, Игоря Дьякова и Игоря Свинаренко. Под руководством Романа Виктюка играл в местном студенческом театре. В нём Марковым исполнены главные роли в постановках «Ночь после выпуска» Владимира Тендрякова, «До свидания, мальчики!» Бориса Балтера и других.
С 1976 года печатался в газетах «Гудок», «Труд», «Советская культура», «Комсомольская правда», «Неделя», а также в журналах «Огонёк», «Человек и закон», «Смена» и других.
Я бы хотел обратить внимание на эту серию «Жизнь замечательных людей», потому что это одна из классических серий, но она живая, очень интересная, потому что здесь именно люди как живые люди. Здесь факты, здесь практически нет вымысла. Они как личности. Нет сплетен. Она вот именно классическая, строгая такая.
В 1979—1980 годах обучался в Гаванском университете на Кубе, где также работал в качестве корреспондента, представляющего советскую прессу. Здесь Сергей Алексеевич познакомился с колумбийским писателем Габриэлем Гарсиа Маркесом, который надолго запомнился Маркову. Позже Сергей Алексеевич написал несколько биографических книг о Маркесе и перевёл на русский его мемуары «Жить, чтобы рассказывать о жизни». На Кубе, помимо всего прочего, Марков успел взять интервью у Хулио Кортасара, Николаса Гильена, Пако Де Лусии и Алехо Карпентьера — это интервью, как позже выяснилось, стало для знаменитого писателя последним.
С 1980 года — штатный разъездной обозреватель журнала «Огонёк», под эгидой которого объездил весь Советский Союз. Был автором и ведущим многих литературных радиопередач. Рассказы и повести публиковались в журналах «Москва», «Юность», «Литературная учёба», «Вопросы литературы», «Аврора» и многих других. В 1981 году был принят в Союза журналистов СССР, в 1989-м — в Союза писателей СССР.
С 1990 года занимается предпринимательством: галерейный, сувенирный, туристический бизнес. В 1994 году стал основателем и первым главным редактором иллюстрированного журнала «Вояж». С 1995 по 2001-й — издатель и главный редактор журнала Русского географического общества «Путешественник». Издавал журналы «Витрина», «Поехали!», «Sex-гид», газету «Империя». С 2000 года является руководителем Издательской группы Правительства Москвы «Traveller-Путешественник», выпустившей десятки справочников по столице России. С 2001 года — издатель и главный редактор журнала «Русский миллионер».
В 2005 году стал соучредителем Российского отделения Европейского Клуба охотников ордена Святого Губерта. В мае 2007 года в европейской охотничьей бельгийской столице Сент-Юбер был интронизирован в рыцари ордена Святого Губерта — действительные члены Европейского Клуба охотников. С 2006-го по 2009-й возглавлял Российское отделение Клуба. В последние годы много путешествовал по миру и занимался фермерской деятельностью.
Скончался в собственной усадьбе в посёлке Новомелково Тверской области 9 июня 2013 года после тяжелой и продолжительной болезни, в последнее время был прикован к инвалидной коляске, не разговаривал. Похоронен на сельском кладбище. Перед смертью дописывал биографическую книгу о Че Геваре.

### Личная жизнь
Сын поэта Алексея Маркова (1920—1992). Дядя писателя Емельяна Маркова (род. 1972).
В 1982 году женился на Елене Михайловне Ульяновой (1959—2023), дочери актёра Михаила Ульянова. В 1984-м у пары родилась дочь Елизавета. В 1990 году развёлся. В 2007 году стал дедом: 1 марта дочь Елизавета родила двойню, Настю и Игоря.
Был повторно женат, вдова — Ольга Очаковская, коллекционер.
Жил в Москве и в усадьбе в Тверской области, где создавал крестьянское (фермерское) хозяйство, специализируясь на экологически чистом овощеводстве, разведении рыбы и птицы. Совместно с Германом Стерлиговым принимал участие в деятельности экологической партии «Зелёные».
Помимо русского языка, владел английским, испанским и шведским языками.

## Автор сценариев
- «Взошла и выросла свобода» (реж. Т. Семёнов, 1984)
- «Призываюсь весной» (реж. Сергей Евлахишвили, 1986)
- «Чаша терпения» (реж. Евгений Матвеев, 1990)
- «Монологи о гостеприимстве» (реж. Сергей Марков, 2008).